# 2. Tarnowska Nagroda Filmowa
2. Tarnowska Nagroda Filmowa – druga edycja festiwalu filmowego Tarnowska Nagroda Filmowa odbyła się w dniach 10-13 marca 1988 roku.

## Filmy konkursowe
- Bohater roku – reż. Feliks Falk
- Magnat – reż. Filip Bajon
- Matka Królów – reż. Janusz Zaorski
- Nad Niemnem – reż. Zbigniew Kuźmiński
- Przypadek – reż. Krzysztof Kieślowski
- W zawieszeniu – reż. Waldemar Krzystek
- Weryfikacja – reż. Mirosław Gronowski
- Wielki bieg – reż. Jerzy Domaradzki
- Wierna rzeka – reż. Tadeusz Chmielewski
- Życie wewnętrzne – reż. Marek Koterski

## Laureaci
- Nagroda Grand Prix – Statuetka Leliwity: Wielki bieg – reż. Jerzy Domaradzki
- Nagroda publiczności – Statuetka Maszkarona: Matka Królów – reż. Janusz Zaorski
- Nagroda specjalna jury: Waldemar Krzystek – W zawieszeniu